# Атол Міч
Атол Міч (англ. Athol Meech, 28 березня 1907 — 2 серпня 1981) — канадський академічний веслувальник.
Бронзовий призер Олімпійських Ігор 1928 року в складі вісімки.